# ميغيل رودريغيز (لاعب غولف)
ميغيل رودريغيز (بالإسبانية: Miguel Rodríguez)‏ هو لاعب غولف أرجنتيني، ولد في 18 نوفمبر 1973 في بوينس آيرس في الأرجنتين.

## وصلات خارجية
- ميغيل رودريغيز على موقع رابطة أوروبا للاعبي الغولف المحترفين (الإنجليزية)